# Zdymadlo Střekov

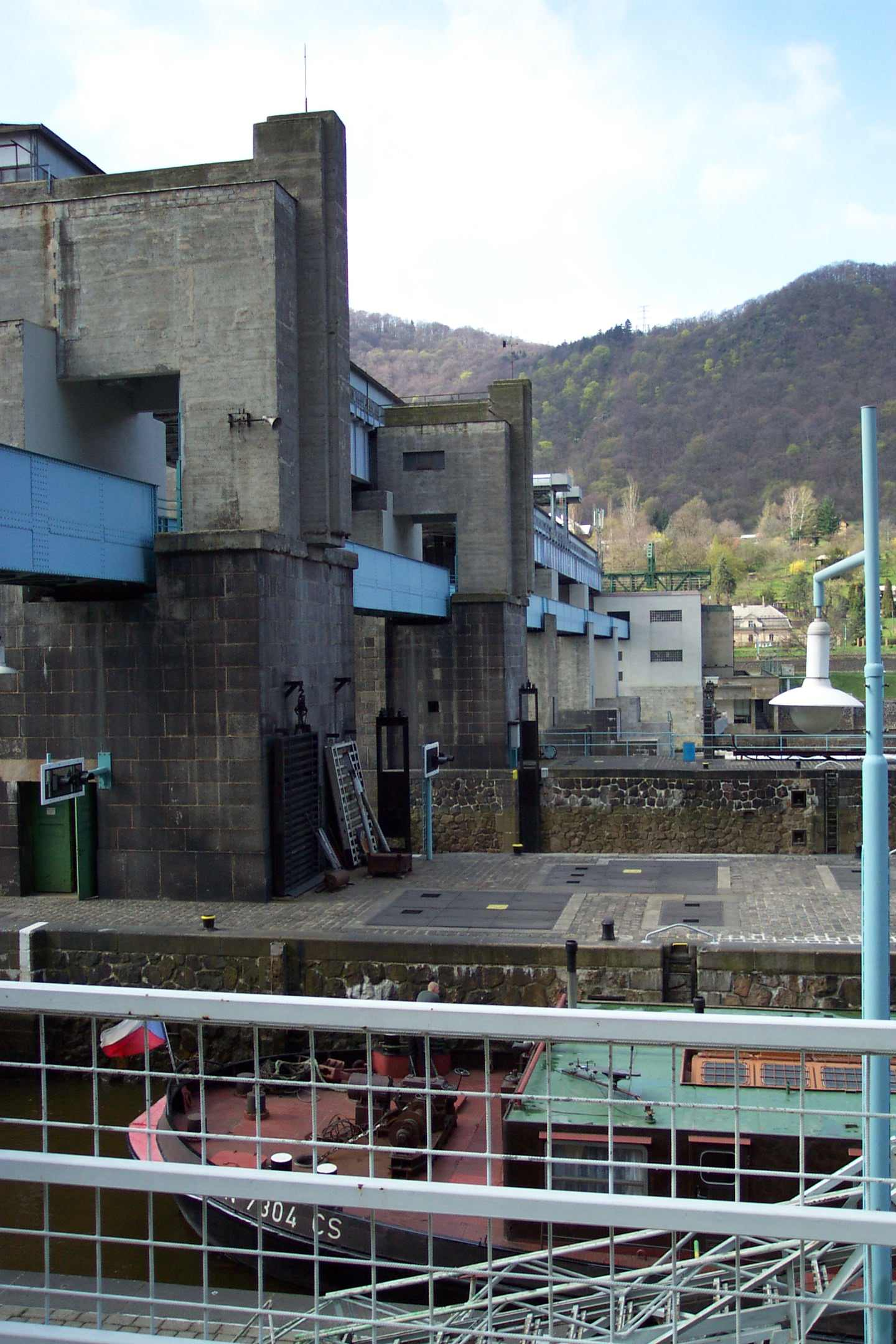
Bližší pohled na zdymadla

Zdymadlo Střekov, též známé jako Masarykova zdymadla či Zdymadla T. G. Masaryka, je zdymadlo na Labi v Ústí nad Labem, bezprostředně pod hradem Střekovem v místní části Střekov na pravém břehu a jižním výběžkem místní části Ústí nad Labem-centrum na levém břehu. Bylo vybudováno v letech 1924 až 1936. Účelem bylo především splavnit Labe v oblasti střekovských peřejí, které byly často nesjízdné. V době vzniku patřilo k největším zdymadlům v republice a k nejmodernějším v Evropě. Jedná se o předposlední stupeň na Labi, jenž stojí v cestě labské vodě na její cestě do Severního moře (poslední je labský stupeň v Geesthachtu).
Plavbě slouží dvě plavební komory, malá o rozměrech 2 × 82,5 m × 13 m a velká o rozměrech 170 m × 24 m. Jejich jmenovitá poloha je v říčním kilometru 767,48.
Ve vodní elektrárně, která je součástí zdymadla, jsou instalovány tři vertikální Kaplanovy turbíny o celkovém výkonu 19,5 MW. Tato elektrárna je zajímavá tím, že je využívána trvale – nejen v energetických špičkách, jak je obvyklé u převážné většiny podobných vodních děl. Kvůli nedokončeným pobřežním komunikacím dovoluje provozní řád vzdutí na 140,40 až 141,45 m n. m. a ze stejného důvodu byl snížen spád a výkon na 3×5 MW. S celkovým výkonem 15 MW se jedná o největší průtočnou elektrárnu v povodí Labe.
Střekovskou nádrží je vytvořeno jezero dlouhé 19,8 km o celkovém objemu 16,1 mil. m³. Kromě zajištění splavnosti snižuje nebezpečí vylití Labe z břehů v úseku Lovosice – Zálezly a umožňuje také odběry povrchové vody pro hospodářské účely.
Zajímavostí vodního díla je rybí přechod, který byl v roce 2002 přestaven. Nyní je snížen spád, zvýšen počet komůrek a je vybaven „vábící vodou“. Dále je součástí pozorovatelna s prosklením rybího přechodu k pozorování ryb.
Zdymadlo je chráněná kulturní památka.